# دوغ وينسلو
دوغ وينسلو (بالإنجليزية: Doug Winslow)‏ هو لاعب كرة قدم أمريكية أمريكي، ولد في 19 يوليو 1951 في دي موين في الولايات المتحدة.

## وصلات خارجية
- دوغ وينسلو على موقع مرجع كرة القدم المحترفة.كوم (الإنجليزية)